# Argentat
Argentat este o comună în departamentul Corrèze din centrul Franței. În 2009 avea o populație de 3.052 de locuitori.

## Evoluția populației
| An        | 1975  | 1982  | 1990  | 1999  | 2006  | 2009  |
| --------- | ----- | ----- | ----- | ----- | ----- | ----- |
| Populație | 3.371 | 3.234 | 3.189 | 3.125 | 3.119 | 3.052 |